# Mori (Trentino)
Mori (Dialekt: Móri) ist eine italienische Gemeinde in der Provinz Trient, Region Trentino-Südtirol, mit 10.208 Einwohnern (Stand 31. Dezember 2023). 

## Etymologie
Der Ort wurde nach Giuseppe Gerola erstmals 845 als Murrius erwähnt. Der Name leitet sich nach Heikki Solin aus dem lateinischen Gentilnamen Murius ab und nimmt Bezug auf ein römisches Latifundium. Die Endung auf -i- kommt einem Lokativ gleich. 1147 taucht die abgeänderte Form Morio auf. Das nicht mehr gebräuchliche deutsche Exonym lautet Moor.

## Geographie
Mori liegt auf der orographisch rechten Talseite im Vallagarina auf 204 m s.l.m. etwa 26 km südsüdwestlich der Provinzhauptstadt Trient. Ihre Fläche beträgt 34,5 km². Zur Gemeinde gehören die folgenden Fraktionen: Besagno, Loppio, Manzano, Molina, Mori Vecchio, Nomesino, Pannone, Ravazzone, Sano, Seghe I und II, Tierno und Valle S.Felice und Varano. Die Nachbargemeinden sind Arco, Ronzo-Chienis, Isera, Rovereto, Nago-Torbole, Brentonico und Ala.
Teile des Parco naturale locale del Monte Baldo fallen in das Gemeindegebiet von Mori, darunter die NATURA 2000 Schutzgebiete Lago di Loppio, Manzano sowie in Teile des FFH-Gebietes Monte Baldo di Brentonico.

## Bevölkerungsentwicklung
| Jahr      | 1921 | 1931 | 1951 | 1961 | 1971 | 1981 | 1991 | 2001 | 2011 | 2021 |
| --------- | ---- | ---- | ---- | ---- | ---- | ---- | ---- | ---- | ---- | ---- |
| Einwohner | 5833 | 6349 | 7035 | 7209 | 7498 | 7924 | 8049 | 8471 | 9456 | 9974 |

Quelle: ISTAT

## Verkehr
Durch Mori führt die Staatsstraße SS 240 „di Loppio e Val di Ledro“. Mori verfügt über einen Bahnhof an der Brennerbahn.

## Sehenswürdigkeiten
- Castel Albano, Burgruine
- Grotta del Colombo, steinzeitlicher Fundplatz bei Ortsteil Sano
- Pfarrkirche S. Stefano
- Wallfahrtskirche Montalbano

## Persönlichkeiten
- Antonio Salvotti (1789–1866), österreichischer Richter
- Andrea Malfatti (1832–1917), Bildhauer
- Mariano Manzana (* 1947), römisch-katholischer Geistlicher, Bischof von Mossoró in Brasilien

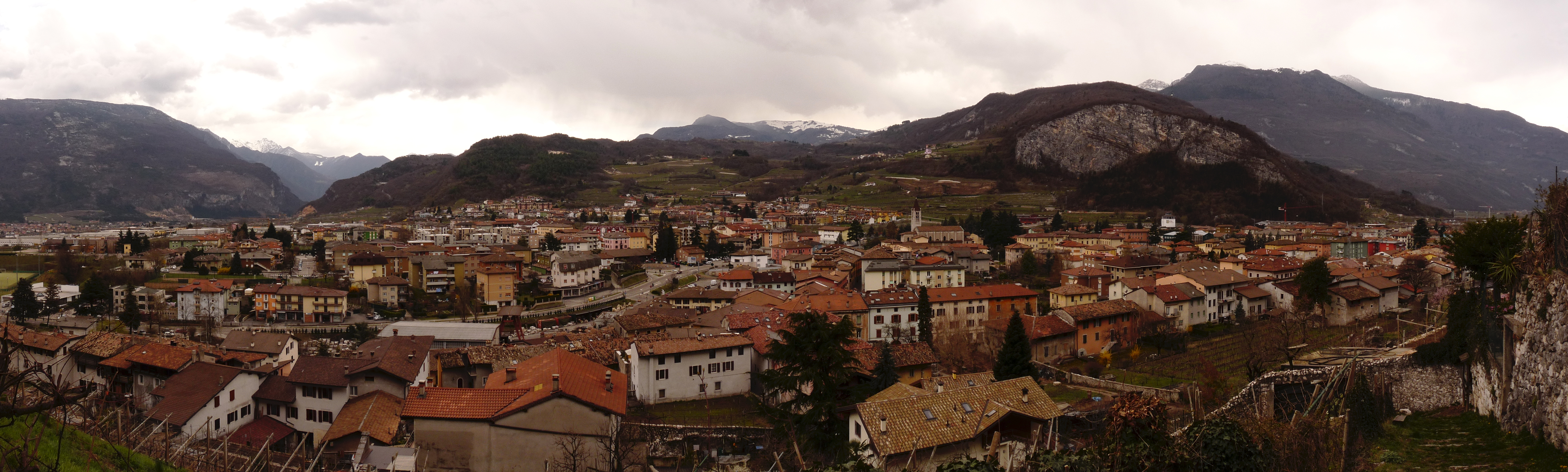
Mori mit dem Vallagarina (links) und dem Monte Altissimo di Nago (rechts im Hintergrund), davor der Monte Giovo
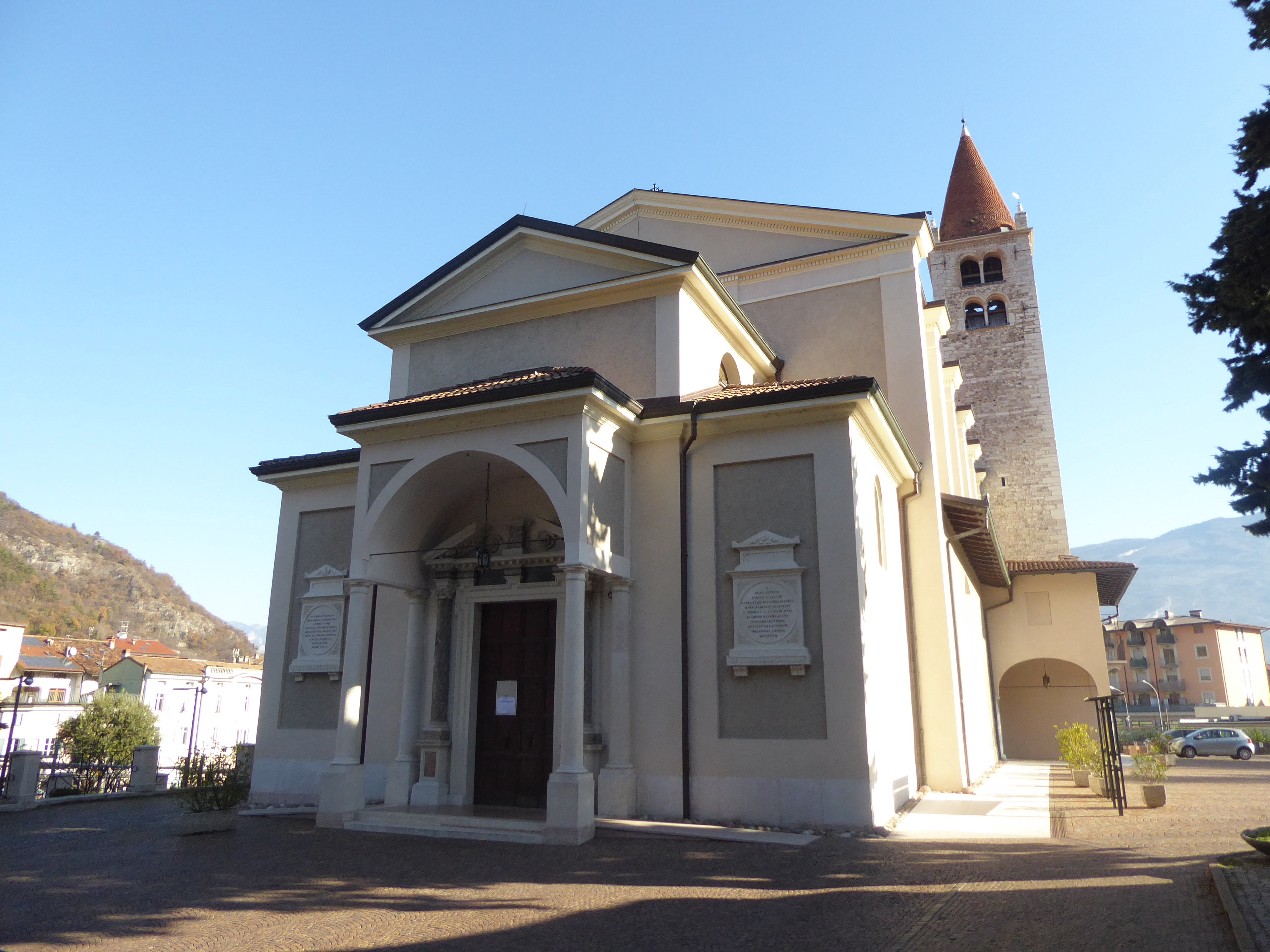
Pfarrkirche S. Stefano
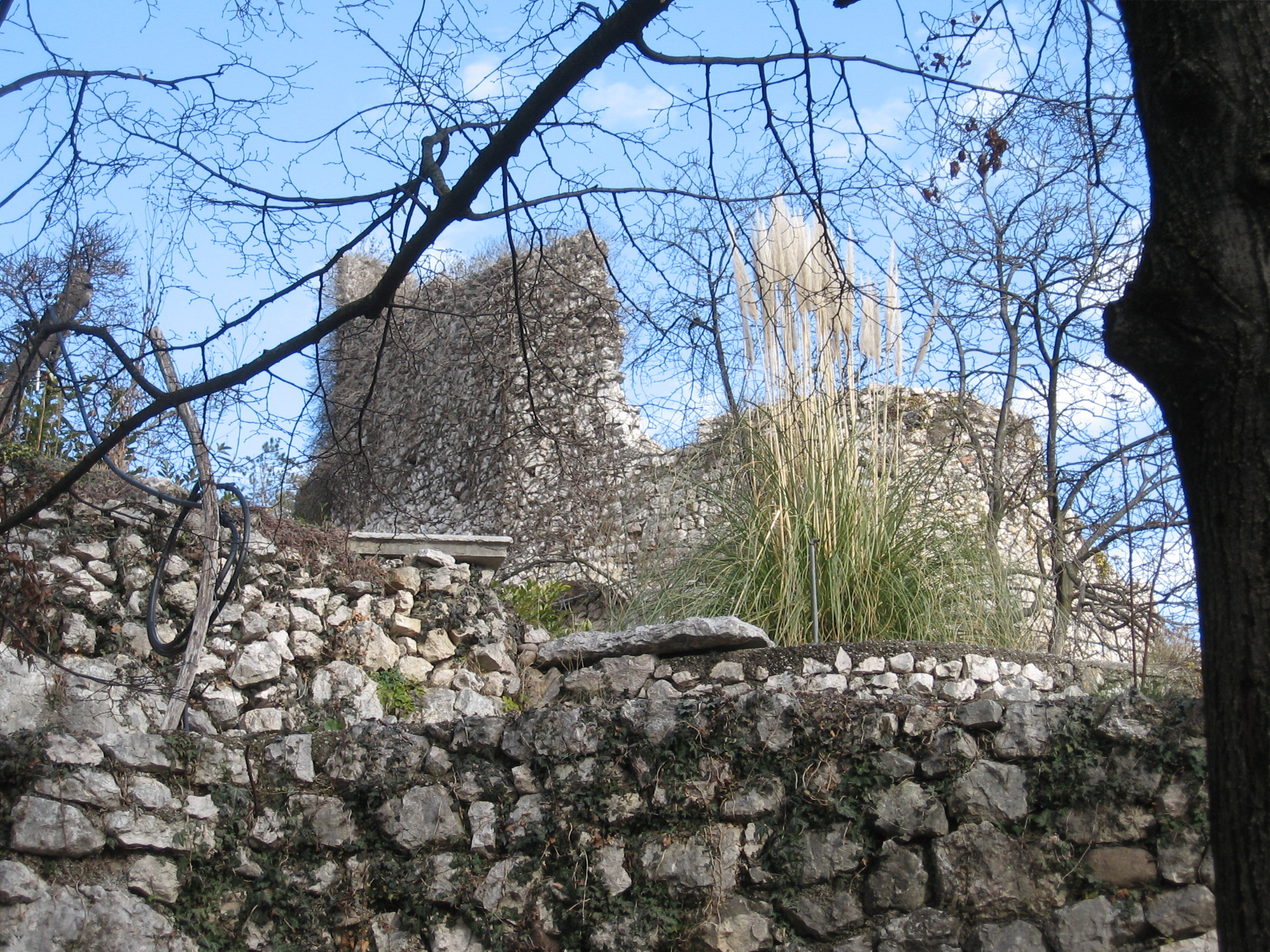
Ruine von Castel Albano
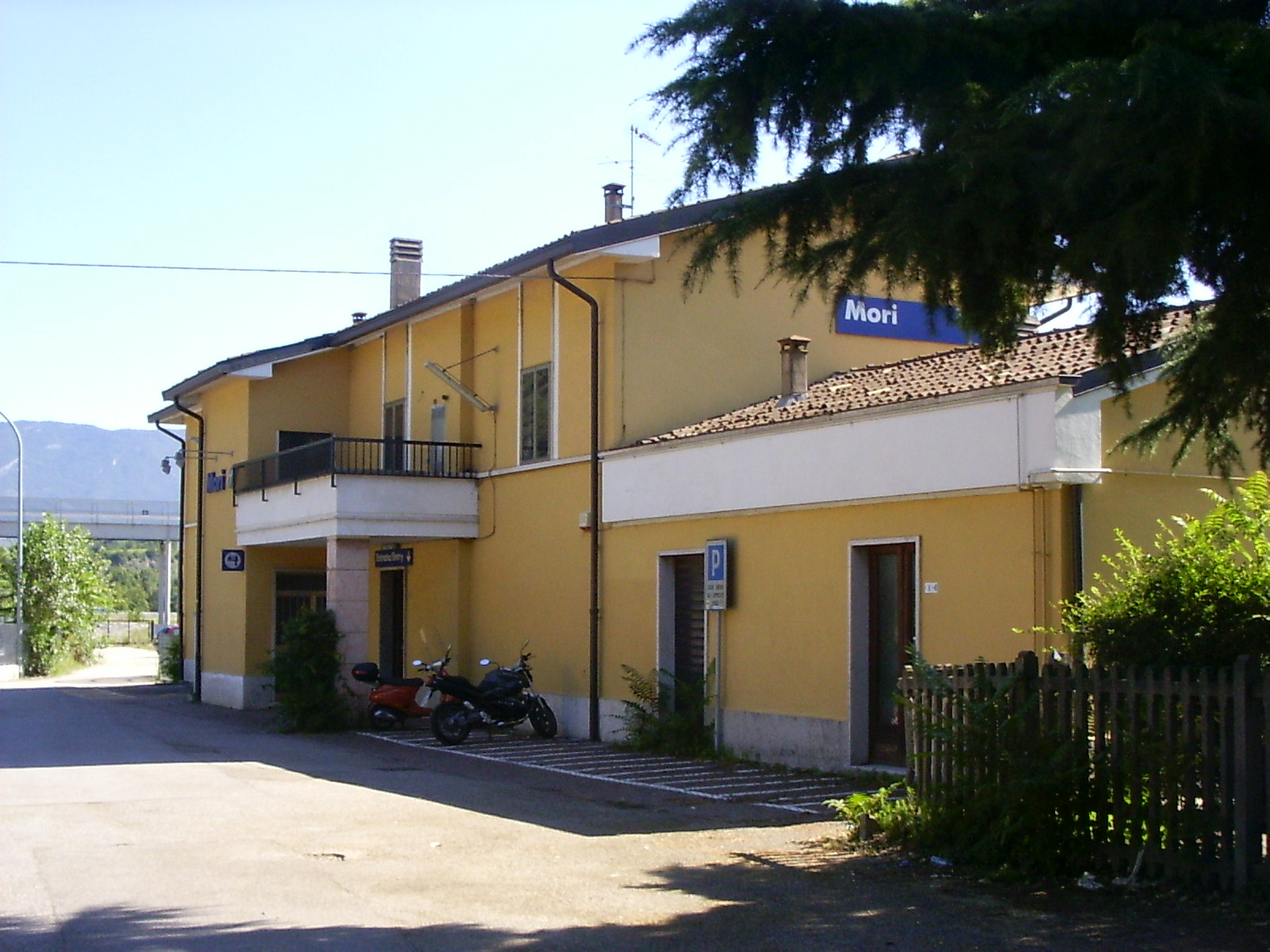
Bahnhof